# Lijst van partners van koningen van Engeland

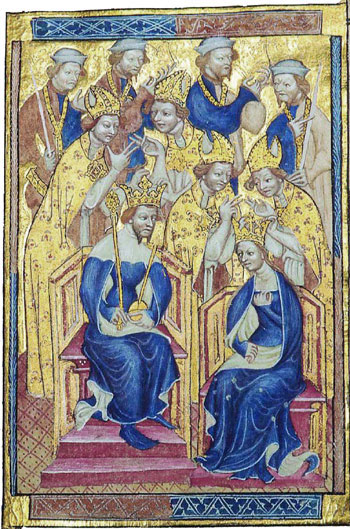
De kroning van Richard II en Anna van Bohemen, afbeelding uit de Liber Regalis.

Deze pagina bevat een lijst van partners van de koningen van Engeland die in de periode van 927 tot 1707 de soevereine vorst waren van het koninkrijk Engeland waren. Koning Æthelstan was de eerste van de koningen die zich in 927 betitelde als koning van Engeland. Bij de Acts of Union in 1707 werden de koninkrijken Engeland en Schotland samengevoegd tot het koninkrijk Groot-Brittannië en betitelden de koningen zichzelf als koning van Groot-Brittannië.

## Huis Wessex (927-1013)
| Afbeelding | Naam                   | Oorspronkelijk huis | Vanaf   | Tot             | Vrouw van                      | Opmerkingen |
| ---------- | ---------------------- | ------------------- | ------- | --------------- | ------------------------------ | --- |
|            | Redburga               |                     |         |                 | Egbert van Wessex              | Mogelijk een buitenechtelijke dochter van de Frankische keizer Karel de Grote.                                                              |
|            | Osburga                |                     |         |                 | Ethelwulf                      | Waarschijnlijk de tweede vrouw van Ethelwulf                                                                                                |
|            | Judith                 | Karolingen          | 856     | ?               | Ethelwulf Ethelbald van Wessex | Waarschijnlijk de derde vrouw van Ethelwulf, trouwde later met haar stiefzoon Ethelbald van Wessex maar dat huwelijk werd nietig verklaard. |
|            | Wulfthryth             |                     |         |                 | Ethelred I                     | |
|            |                        | 871                 | 899     | Alfred de Grote |                                | |
|            | Elgiva van Shaftesbury |                     | 939     | 944             | Edmund I                       | Werd later als heilige vereerd. |
|            | Æthelflæd van Damerham |                     | 944     | 946             | Edmund I                       | Dochter van elderman Ælfgar |
|            | Ælfgifu                |                     | 955     | 959             | Edwy                           | |
|            | Ælfthryth              |                     | 973     | 975             | Edgar                          | Eerste gemalin die daadwerkelijk tot koningin werd gekroond.                                                                                |
|            | Ælfgifu van York       |                     | Ca. 980 | 1002            | Ethelred II                    | |
|            | Emma van Normandië     | Normandië           | 1002    | 1013            | Ethelred II                    | Dochter van hertog Richard I van Normandië.                                                                                                 |

## Huis Denemarken (1014-1016)
| Afbeelding | Naam                  | Oorspronkelijk huis | Vanaf | Tot  | Vrouw van        | Opmerkingen |
| ---------- | --------------------- | ------------------- | ----- | ---- | ---------------- | --- |
|            | Świętosława van Polen | Piasten             | 1013  | 1014 | Sven Gaffelbaard | In de Noorse saga wordt Sigrid de Hooghartige als echtgenote van Gaffelbaard genoemd, maar men beschouwt haar als een mythe. |

## Huis Wessex (Eerste herstel: 1014-1016)
| Afbeelding | Naam               | Oorspronkelijk huis | Vanaf         | Tot              | Vrouw van   | Opmerkingen                                 |
| ---------- | ------------------ | ------------------- | ------------- | ---------------- | ----------- | ------------------------------------------- |
|            | Emma van Normandië | Normandië           | 1014          | 23 april 1016    | Ethelred II | Dochter van hertog Richard I van Normandië. |
|            | Ealdgyth           |                     | 23 april 1016 | 30 november 1016 | Edmund II   |                                             |

## Huis Denemarken (1016-1042)
| Afbeelding | Naam               | Oorspronkelijk huis | Vanaf     | Tot              | Vrouw van      | Opmerkingen                        |
| ---------- | ------------------ | ------------------- | --------- | ---------------- | -------------- | ---------------------------------- |
|            | Emma van Normandië | Normandië           | Juli 1017 | 12 november 1035 | Knoet de Grote | Was eerder gehuwd met Ethelred II. |

## Huis Wessex (Tweede herstel: 1042-1066)
| Afbeelding | Naam                | Oorspronkelijk huis | Vanaf        | Tot             | Vrouw van              | Opmerkingen                   |
| ---------- | ------------------- | ------------------- | ------------ | --------------- | ---------------------- | ----------------------------- |
|            | Edith van Wessex    |                     | 1045         | 4 januari 1066  | Eduard de Belijder     | Dochter van Godwin van Wessex |
|            | Ealdgyth van Mercia |                     | januari 1066 | 14 oktober 1066 | Harold II van Engeland | Dochter van Aelfgar           |

## Huis Normandië (1066-1135/1141)
| Afbeelding | Naam                    | Oorspronkelijk huis | Vanaf            | Tot             | Vrouw van            | Opmerkingen                            |
| ---------- | ----------------------- | ------------------- | ---------------- | --------------- | -------------------- | -------------------------------------- |
|            | Mathilde van Vlaanderen | Vlaanderen          | 25 december 1066 | 2 november 1083 | Willem de Veroveraar | Dochter van Boudewijn V van Vlaanderen |
|            | Mathilde van Schotland  | Dunkeld             | 11 november 1100 | 2 mei 1118      | Hendrik I            | Dochter van Malcolm III van Schotland  |
|            | Adelheid van Leuven     | Reniers             | 24 januari 1121  | 1 december 1135 | Hendrik I            | Dochter van Godfried I van Leuven      |
|            | Godfried V van Anjou    | Anjou               | 7 april 1141     | 1 november 1141 | Mathilde             | Graaf van Anjou, Maine en Tours        |

## Huis Blois (1135-1154)
| Afbeelding | Naam                  | Oorspronkelijk huis | Vanaf            | Tot        | Vrouw van | Opmerkingen                          |
| ---------- | --------------------- | ------------------- | ---------------- | ---------- | --------- | ------------------------------------ |
|            | Mathilde van Boulogne | Boulogne            | 22 december 1135 | 3 mei 1152 | Stefanus  | Dochter van Eustaas III van Boulogne |

## Huis Plantagenet (1154-1485)
| Afbeelding | Naam                     | Oorspronkelijk huis | Vanaf               | Tot                | Vrouw van           | Opmerkingen                                                              |
| ---------- | ------------------------ | ------------------- | ------------------- | ------------------ | ------------------- | ------------------------------------------------------------------------ |
|            | Eleonora van Aquitanië   | Poitiers            | 25 oktober 1154     | 6 juli 1189        | Hendrik II          | Hertogin van Aquitanië, was eerder gehuwd met Lodewijk VII van Frankrijk |
|            | Margaretha van Frankrijk | Capet               | 1170                | 11 juni 1183       | Hendrik de Jongere  | Haar echtgenoot regeerde als titulair koning.                            |
|            | Berengaria van Navarra   | Jiménez             | 12 mei 1191         | 6 april 1199       | Richard Leeuwenhart | Dochter van koning Sancho VI van Navarra                                 |
|            | Isabella van Angoulême   | Taillefer           | 24 augustus 1200    | 18/19 oktober 1216 | Jan zonder Land     | Hertogin van Angoulême                                                   |
|            | Eleonora van Provence    | Barcelona           | 14 januari 1236     | 16 november 1272   | Hendrik III         | Dochter van graaf Raymond Berengarius V van Provence                     |
|            | Eleonora van Castilië    | Ivrea               | 16 november 1272    | 28 november 1290   | Eduard I            | Dochter van koning Ferdinand III van Castilië                            |
|            | Margaretha van Frankrijk | Capet               | 8/10 september 1299 | 7 juli 1307        | Eduard I            | Dochter van koning Filips III van Frankrijk                              |
|            | Isabella van Frankrijk   | Capet               | 25 januari 1308     | 20 januari 1327    | Eduard II           | Dochter van koning Filips IV van Frankrijk                               |
|            | Filippa van Henegouwen   | Avesnes             | 24 januari 1328     | 15 augustus 1369   | Eduard III          | Dochter van graaf Willem III van Holland                                 |
|            | Anna van Bohemen         | Luxemburg           | 20 januari 1382     | 7 juni 1394        | Richard II          | Dochter van Keizer Karel IV                                              |
|            | Isabella van Valois      | Valois              | 31 oktober 1396     | 30 september 1399  | Richard II          | Dochter van koning Karel VI van Frankrijk                                |

### Huis Lancaster (1399-1461 & 1470-1471)
| Afbeelding | Naam                 | Oorspronkelijk huis | Vanaf           | Tot              | Vrouw van  | Opmerkingen                               |
| ---------- | -------------------- | ------------------- | --------------- | ---------------- | ---------- | ----------------------------------------- |
|            | Johanna van Navarra  | Évreux              | 7 februari 1403 | 20 maart 1413    | Hendrik IV | Dochter van koning Karel II van Navarra   |
|            | Catharina van Valois | Valois              | 2 juni 1420     | 23 februari 1423 | Hendrik V  | Dochter van koning Karel VI van Frankrijk |
|            | Margaretha van Anjou | Valois              | 23 april 1445   | 21 mei 1471      | Hendrik VI | Dochter van René I van Anjou              |

### Huis York (1461-1470 & 1471-1485)
| Afbeelding | Naam                | Oorspronkelijk huis | Vanaf        | Tot           | Vrouw van   | Opmerkingen |
| ---------- | ------------------- | ------------------- | ------------ | ------------- | ----------- | ----------- |
|            | Elizabeth Woodville | Woodville           | 11 mei 1464  | 9 april 1483  | Eduard IV   |             |
|            | Anne Neville        | Neville             | 12 juni 1472 | 16 maart 1485 | Richard III |             |

## Huis Tudor (1485-1603)
| Afbeelding | Naam                 | Oorspronkelijk huis | Vanaf           | Tot              | Vrouw van    | Opmerkingen                                                    |
| ---------- | -------------------- | ------------------- | --------------- | ---------------- | ------------ | -------------------------------------------------------------- |
|            | Elizabeth van York   | York                | 18 januari 1486 | 11 februari 1503 | Hendrik VII  | Dochter van Eduard IV van Engeland                             |
|            | Catharina van Aragon | Trastámara          | 11 juni 1509    | 23 mei 1533      | Hendrik VIII | Dochter van Ferdinand II van Aragon en Isabella I van Castilië |
|            | Anna Boleyn          | Boleyn              | 28 mei 1533     | 17 mei 1536      | Hendrik VIII | Tweede vrouw van Hendrik VIII                                  |
|            | Jane Seymour         | Seymour             | 30 mei 1536     | 24 oktober 1537  | Hendrik VIII | Derde vrouw van Hendrik VIII                                   |
|            | Anna van Kleef       | Van der Mark        | 6 januari 1540  | 9 juli 1540      | Hendrik VIII | Vierde vrouw van Hendrik VIII                                  |
|            | Catharina Howard     | Howard              | 28 juli 1540    | 23 november 1541 | Hendrik VIII | Vijfde vrouw van Hendrik VIII                                  |
|            | Catharina Parr       |                     | 12 juli 1543    | 28 januari 1548  | Hendrik VIII | Zesde en laatste vrouw van Hendrik VIII                        |

## Huis Stuart (1603-1707)
| Afbeelding | Naam                          | Oorspronkelijk huis | Vanaf           | Tot              | Partner van | Opmerkingen                                   |
| ---------- | ----------------------------- | ------------------- | --------------- | ---------------- | ----------- | --------------------------------------------- |
|            | Anna van Denemarken           | Oldenburg           | 24 maart 1603   | 4 maart 1619     | Jacobus I   | Dochter van koning Frederik II van Denemarken |
|            | Henriëtta Maria van Frankrijk | Bourbon             | 13 juni 1625    | 30 januari 1649  | Karel I     | Dochter van koning Hendrik IV van Frankrijk   |
|            | Catharina van Bragança        | Bragança            | 21 mei 1662     | 6 februari 1685  | Karel II    | Dochter van Johan IV van Portugal             |
|            | Maria van Modena              | d'Este              | 6 februari 1685 | 11 december 1688 | Jacobus II  | Dochter van hertog Alfonso IV d'Este          |
|            | George van Denemarken         | Oldenburg           | 8 maart 1702    | 1 mei 1707       | Anna        | Zoon van koning Frederik III van Denemarken   |